# 青山镇街道
青山镇街道，是中华人民共和国湖北省武汉市青山区下辖的一个乡镇级行政单位。街道因一古老集镇——青山镇而得名。1955年2月，成立青山区时，青山镇是当时区委、区政府所在地（1957年迁至蒋家墩街道）；同年6月设立青山镇街道。
2022年8月3日，将工人村街道武丰河以东，建设十一路以西，武丰河以南，和平大道以北的青惠居社区整体区域划入青山镇街道；将工人村街道青康居社区绿水花园小区以及工人村路以东、二十一号公路以北的区域划入青山镇街道青源社区。调整后青山镇街道范围：东与八吉府街道（属洪山区）接壤，南以和平大道、建设十一路、金嘴街、工人村路、二十一号公路中心线与工人村街道相邻，西以江心泵站、楠姆河中心线与红钢城街道相连，北临长江。

## 行政区划
青山镇街道下辖以下地区：
船厂社区、石化社区、青源社区。